# Triadobatrachus massinoti
Triadobatrachus massinoti (лат.) — вымершее земноводное из надотряда Salientia, единственный известный представитель рода Triadobatrachus. Его единственный экземпляр был обнаружен на Мадагаскаре и датируется нижним триасом. Предполагаемая длина Triadobatrachus — 10 см, строение его черепа напоминает современных лягушек, а количество позвонков и строение конечностей соответствует более примитивным формам земноводных. Передвижение прыжками не было свойственно Triadobatrachus, но в его строении заложены некоторые особенности, которые, возможно, послужили преадаптациями к эволюции передвижения прыжками. Triadobatrachus рассматривается как переходное звено в эволюции бесхвостых.

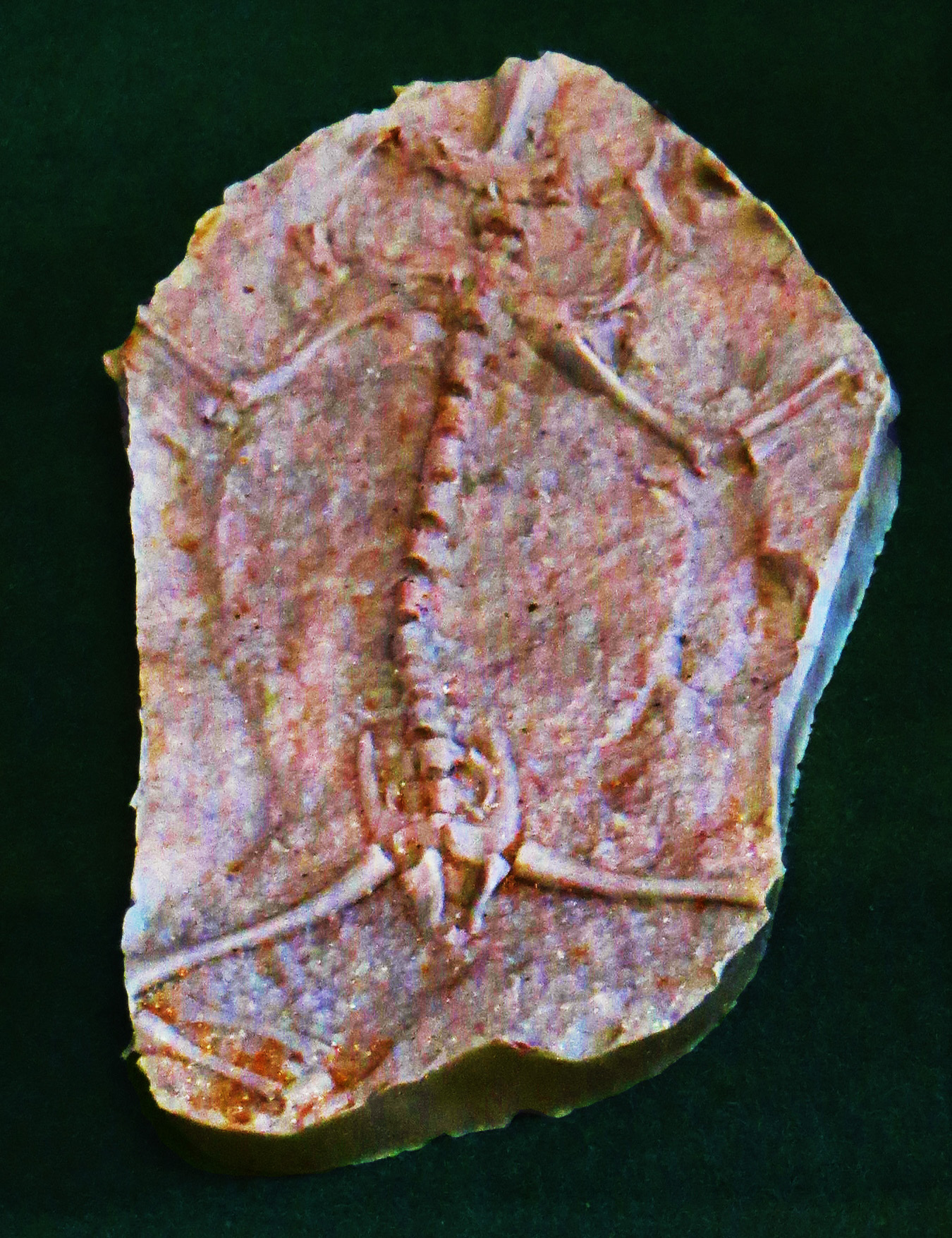
Оттиск скелета Triadobatrachus

## История изучения
Единственный известный на сегодняшний день экземпляр Triadobatrachus massinoti MNHN no MAE 126 был обнаружен палеонтологом-любителем А. Массино (Adrien Massinot) около деревни Betsieka в северном Мадагаскаре. Найденный экземпляр прекрасно сохранился, имеется почти полный скелет, кости которого расположены в естественном порядке. Из отсутствующих костей можно отметить лишь переднюю часть черепа и концы конечностей. Также на оттиске сохранились очертания мягких частей животного. В 1936 году ископаемое было описано французским палеонтологом Jean Piveteau (которому Массино передал свою находку) под именем Protobatrahcus massinoti. Намного более детальное описание было выполнено в 1989 году.
Сегодня единственный экземпляр Triadobatrachus massinoti хранится в Национальном музее естественной истории в Париже.

## Описание

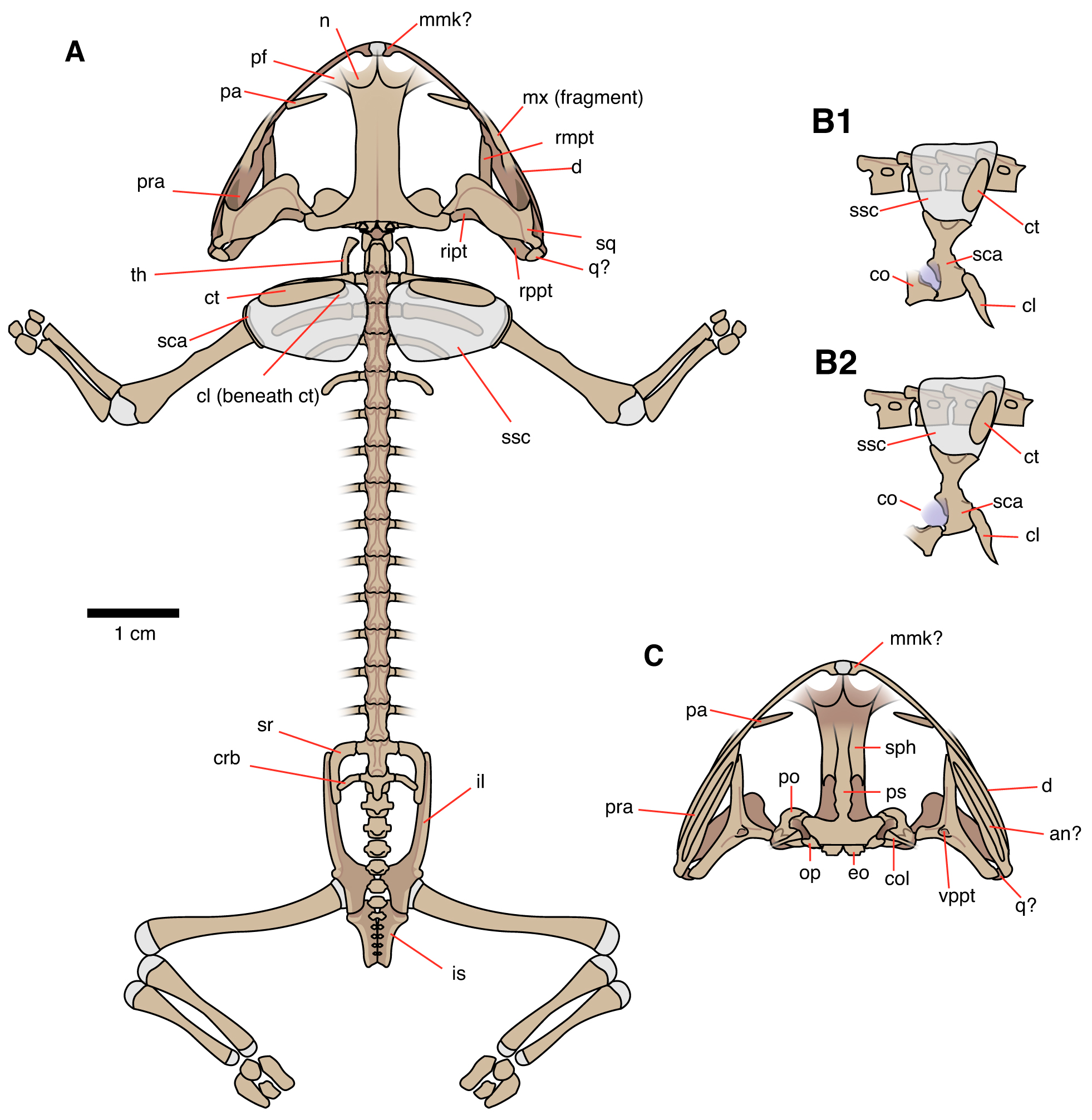
Скелет Triadobatrachus massinoti

Длина Triadobatrachus была около 10 см. Triadobatrachus имел широкий череп с крупными глазными впадинами, который напоминал череп лягушки, но это ископаемое обладало и некоторыми характеристиками, отличающими его от современных бесхвостых. Так, его туловище было более вытянутым, а предкрестцовых позвонков насчитывалось больше, чем у современных лягушек (он имел 14 позвонков, в то время как количество позвонков у современных бесхвостых не превышает 9). Имелся короткий хвост, позвонки которого не срастались в уростиль. Подвздошная кость таза была направлена вперёд. Лучевые кости не были слиты с локтевыми, а малые берцовые с большими. Размеры задних конечностей Triadobatrachus пропорциональны размерам тела (в то время как задние конечности современных бесхвостых непропорционально велики). Исходя из вышеперечисленного можно предположить, что Triadobatrachus не умел эффективно прыгать, но мог плыть, используя задние конечности наподобие современных лягушек.

## Систематика

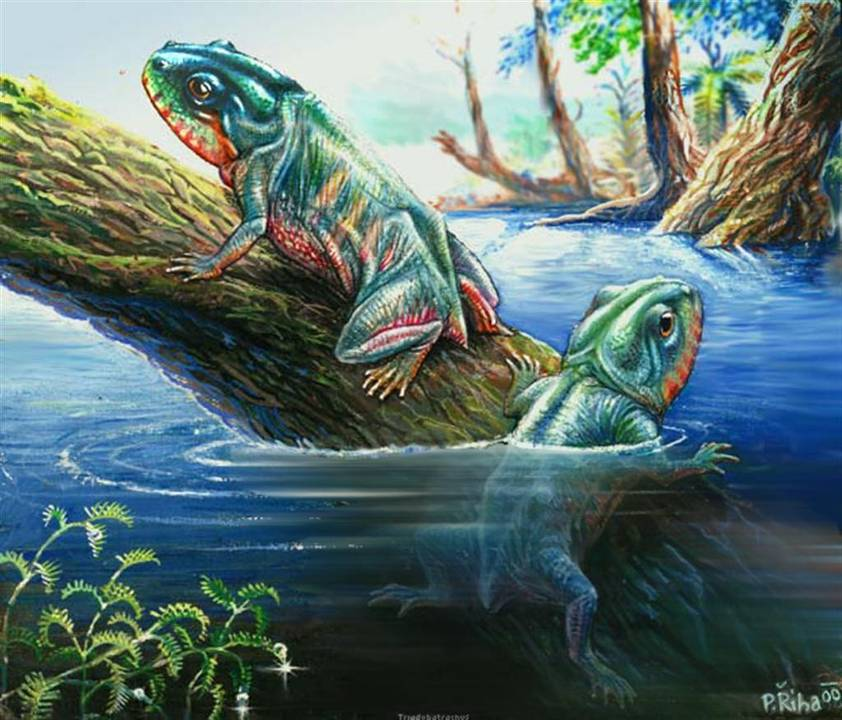
Художественная реконструкция Triadobatrachus massinoti

Исследователи, описавшие Triadobatrachus, сделали вывод, что он является одним из звеньев в эволюции бесхвостых, то есть его можно считать предком современных бесхвостых. Более поздние исследования указывают на то, что Triadobatrachus с большей вероятностью является представителем сестринской по отношению к бесхвостым клады, а не предком бесхвостых. Эта гипотеза объединяет Triadobatrachus и бесхвостых в группу Salientia. Иногда Triadobatrachus помещают в подотряд Proanura.

### МестоTriadobatrachusв эволюции бесхвостых
Triadobatrachus считается переходным звеном между примитивными земноводными и более эволюционно продвинутыми бесхвостыми. Строение черепа Triadobatrachus наиболее близко к современным бесхвостым, тогда как его пояса конечностей находятся на уровне более ранних амфибий (таких как Eoscopus и Doleserpeton, которые считаются наиболее близкими к ветви бесхвостых сестринским таксонами). Эти свойства Triadobatrachus позволили исследователям выдвинуть гипотезу, что эволюция бесхвостых диктовалась в первую очередь изменениями в области черепа, а адаптация к передвижению прыжками является вторичной по отношению к ним. Вместе с тем некоторые анатомические особенности Triadobatrachus, такие, например, как выдвинутая вперёд подвздошная кость таза и более короткий (по сравнению с ранними земноводными) позвоночник, являются преадаптациями к эволюции передвижения прыжками.